# Station Intxaurrondo (Euskotren)
Station Intxaurrondo maakt deel uit van de Topo. Tussen 2012 en 2017 werd voor deze lijn officieel de naam Metro Donostialkea gebruikt, maar in het laatste jaar is de naam officieel gewijzigd in Topo, een naam die altijd al in de volksmond werd gebruikt. De aanduiding metro wordt sindsdien niet meer gebruikt. Het station ligt in het district Intxaurrondo van de gemeente San Sebastian in Spanje, in de autonome gemeenschap Baskenland. Het station ligt op een diepte van 45 meter, onder de ringweg GI-20, en heeft de langste roltrappen van Spanje. 
In 2015 passeerden 900.000 reizigers dit station. 